# Elephant Jason
Pour les articles homonymes, voir Jason (homonymie).
L'île Elephant Jason, (en anglais : Elephant Jason Island) est une petite île située entre les îles Flat Jason et South Jason. 
C'est une partie des îles Jason dans les îles Malouines. Avec Flat et South Jason, c'est l'une des "Islas las Llaves" en espagnol (les îles Jason étant divisés en deux groupes dans cette langue).

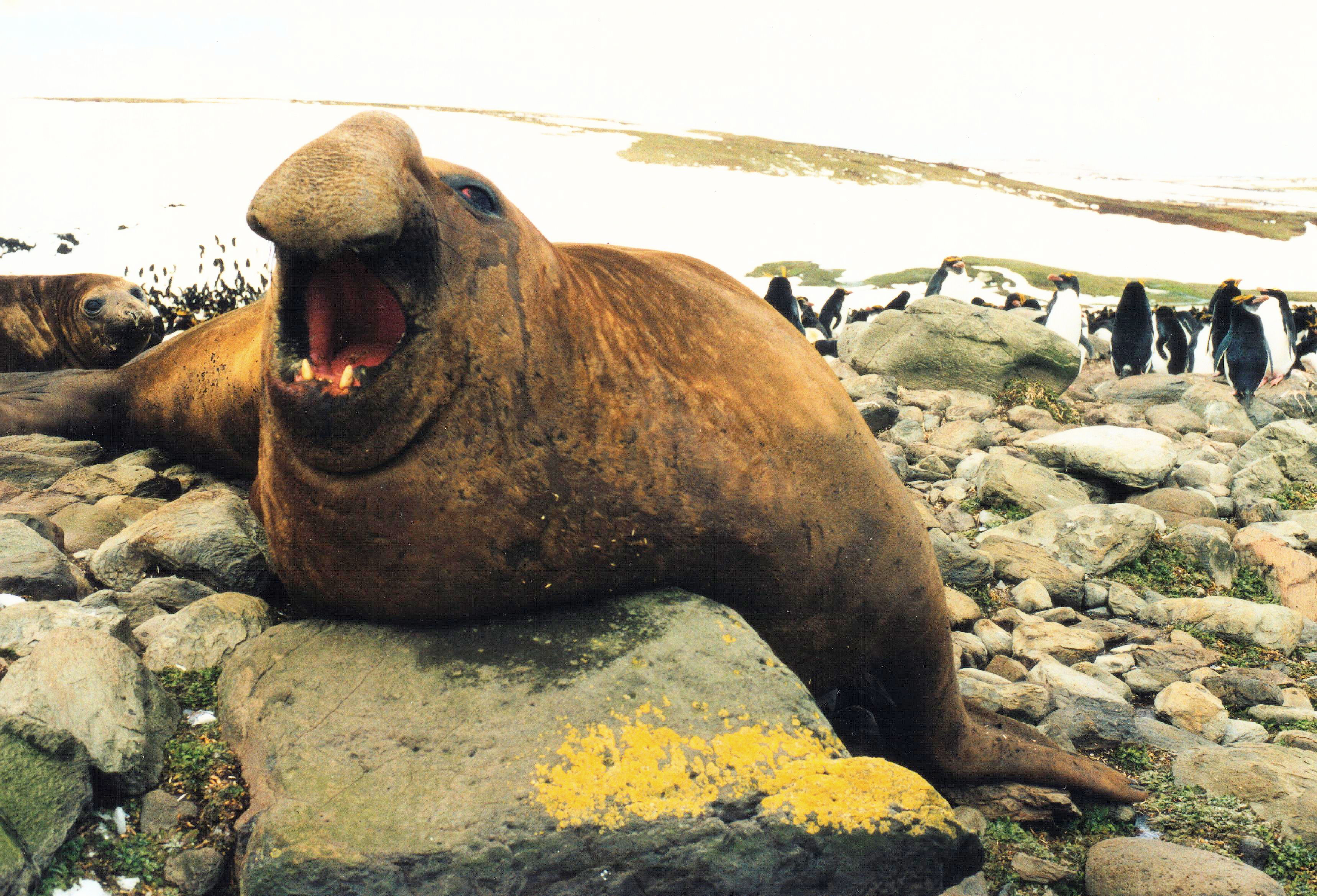
Eléphant de mer du sud

Elle porte le nom de l'Éléphant de mer du sud.